# Ан Су-Ен
Ан Су-Ен, другой вариант — Ан Суен (1913 год, провинция Кёнсан, Корея — 1986 год) — агроном колхоза имени Микояна Нижне-Чирчикского района Ташкентской области, Узбекская ССР. Герой Социалистического Труда (1950).

## Биография
Родился в 1913 году в крестьянской семье в провинции Кёнсан, Корея.
Окончил четыре класса начальной школы. В 1920-х годах вместе с родителями эмигрировал на российский Дальний Восток. С 1927 года трудился на строительстве дорог в Управлении военно-строительных дорог в Посьетовском районе.
В 1937 году депортирован в Ташкентскую область. Трудился рядовым колхозником в колхозе имени Будённого Нижне-Чирчикского района, потом колхозником, звеньевым в колхозе «Трудовик» Нижне-Чирчикского района. В 1946 году вступил в ВКП(б). С 1948 года — полевод, агроном колхоза имени Микояна Средне-Чирчикского района.
В 1949 году применил передовые агрономические методы, в результате чего в колхозе имени Микояна было собрано в среднем по 77 центнеров зеленцового стебля кенафа на площади 43 гектара. Указом Президиума Верховного Совета СССР от 13 июня 1950 года «за получение высоких урожаев риса, хлопка и зеленцового стебля кенафа на поливных землях при выполнении колхозами обязательных поставок и контрактации по всем видам сельскохозяйственной продукции, натуроплаты за работу МТС в 1949 году и обеспеченности семенами всех культур в размере полной потребности для весеннего сева 1950 года» удостоен звания Героя Социалистического Труда с вручением ордена Ленина и золотой медали «Серп и Молот».
Позднее трудился полеводом, агрономом, заведующим участком в колхозе «Звезда» Нижне-Чирчикского района (1951—1961). С 1961 года проживал в городе Сырдарья.
Скончался в июне 1986 году. Похоронен на кладбище посёлка Мингчинар (бывший колхоз имени Микояна) Галабинского района.